# Blata
Blata – wieś w Chorwacji, w żupanii karlowackiej, w gminie Saborsko. W 2011 roku liczyła 54 mieszkańców.